# Courtney Lee
Pour les articles homonymes, voir Lee.
Courtney Lee, né le 3 octobre 1985 à Indianapolis, est un joueur américain de basket-ball évoluant au poste d'arrière.

## Carrière
Il joue au niveau universitaire (NCAA) avec les Hilltoppers de Western Kentucky.
Après avoir joué pour le Magic d'Orlando entre 2008 et 2009, les Nets du New Jersey en 2009 et 2010 et en 2011 pour les Rockets de Houston, il est transféré aux Celtics de Boston lors de l'inter-saison 2012 dans un transfert en triangle impliquant les Celtics, les Rockets et les Trail Blazers de Portland.
Le 5 janvier 2014, il est transféré aux Grizzlies de Memphis contre Jerryd Bayless. Début février 2016, il est transféré à Charlotte dans un échange incluant trois équipes : les Hornets de Charlotte, les Grizzlies et le Heat de Miami.
Le 2 juillet 2016, il signe un contrat de 50 millions de dollars sur 4 ans aux Knicks de New York.
Le 31 janvier 2019, il est envoyé aux Mavericks de Dallas avec Tim Hardaway Jr., Kristaps Porziņģis et Trey Burke contre DeAndre Jordan, Dennis Smith Jr et Wesley Matthews. Lee est licencié par les Mavs en décembre 2020, avant le début de la saison régulière.

## Records sur une rencontre en NBA
Les records personnels de Courtney Lee en NBA sont les suivants, :
| Type de statistique        | Saison régulière | Saison régulière           | Saison régulière | Playoffs | Playoffs                    | Playoffs      |
| Type de statistique        | Record           | Adversaire                 | Date             | Record   | Adversaire                  | Date          |
| -------------------------- | ---------------- | -------------------------- | ---------------- | -------- | --------------------------- | ------------- |
| Points                     | 30               | @ Grizzlies de Memphis     | 8 mars 2010      | 24       | 76ers de Philadelphie       | 22 avril 2009 |
| Paniers marqués            | 13               | @ Grizzlies de Memphis     | 8 mars 2010      | 10       | 76ers de Philadelphie       | 22 avril 2009 |
| Paniers tentés             | 20               | 3 fois                     | 3 fois           | 17       | 2 fois                      | 2 fois        |
| Paniers à 3 points réussis | 5                | 6 fois                     | 6 fois           | 2        | 8 fois                      | 8 fois        |
| Paniers à 3 points tentés  | 12               | @ 76ers de Philadelphie    | 28 février 2009  | 5        | 2 fois                      | 2 fois        |
| Lancers francs réussis     | 9                | @ Warriors de Golden State | 27 octobre 2010  | 9        | @ Trail Blazers de Portland | 25 avril 2015 |
| Lancers francs tentés      | 9                | @ Warriors de Golden State | 27 octobre 2010  | 9        | @ Trail Blazers de Portland | 25 avril 2015 |
| Rebonds offensifs          | 4                | 3 fois                     | 3 fois           | 1        | 17 fois                     | 17 fois       |
| Rebonds défensifs          | 10               | @ Cavaliers de Cleveland   | 29 octobre 2017  | 5        | @ Trail Blazers de Portland | 25 avril 2015 |
| Rebonds totaux             | 10               | @ Cavaliers de Cleveland   | 29 octobre 2017  | 5        | @ Trail Blazers de Portland | 25 avril 2015 |
| Passes décisives           | 9                | Hornets de Charlotte       | 7 novembre 2017  | 5        | @ 76ers de Philadelphie     | 24 avril 2009 |
| Interceptions              | 6                | @ Nuggets de Denver        | 24 novembre 2009 | 3        | 4 fois                      | 4 fois        |
| Contres                    | 3                | Bobcats de Charlotte       | 16 mars 2013     | 1        | 8 fois                      | 8 fois        |
| Balles perdues             | 5                | Clippers de Los Angeles    | 23 novembre 2014 | 3        | 4 fois                      | 4 fois        |
| Minutes jouées             | 53               | @ Spurs de San Antonio     | 17 décembre 2014 | 42       | @ Thunder d'Oklahoma City   | 21 avril 2014 |

- Double-double : 1
- Triple-double : 0

Dernière mise à jour : 18 novembre 2020